# 황줄바리
황줄바리(Aulacocephalus temminckii)는 농어목 바리과의 물고기이다. 몸의 크기는 30cm로 바리과에선 작은물고기에 속한다.

## 특징과 먹이
황줄바리는 매우 아름다운 노란색의 옆줄과 푸른색의 몸을 가진 바리과의 물고기이다. 몸은 평평한 타원형으로서 둥글며 옆으로 납작한 모습을 하고 있으며 양쪽의 서골과 구개골에 융모모양의 이빨들이 나있다. 노란색의 줄무늬는 입에서부터 시작해 꼬리지느러미까지 이어져있고 아가미부근엔 날카로운 가시도 나있으며 등지느러미는 독이 있는 날카로운 가시와 같은 모습을 가지고 있다. 또한 아래턱이 위턱보다 조금 길며 위와 아래쪽엔 톱니가 나있다. 황줄바리는 독을 가지고 있는 물고기로서 자신보다 몸집이 큰 천적들로부터 위협을 느끼면 그람미스틴이라는 비누와 같은 독의 성분을 내뿜어 자신을 방어하기 때문에 독이 있는 물고기로 분류가 된다. 먹이는 멸치, 정어리, 청어와 같은 작은물고기와 갑각류를 잡아먹는 육식성의 어류이다.

## 서식지
황줄바리의 서식지는 대한민국의 남해와 제주도, 일본과 타이완에 가까운 태평양 일대에 주로 서식하며 수심 10~70m의 산호초가 많은 지역이나 암초인 지대에 서식한다. 이외에도 드물지만 남아프리카 일대의 인도양과 홍해에도 서식하며 뉴질랜드와 오스트레일리아 일대의 태평양에서도 서식한다. 황줄바리는 독이 있기 때문에 식용으론 부적합한 물고기이다.

## 같이 보기
- 농어목
- 바리과